# Casino de La Bourboule
Le casino de La Bourboule ou casino Chardon est l'actuel casino de la ville occupé par le groupe Arevian, l'ancien casino des Thermes ayant été racheté en 1910 par la municipalité pour y installer la mairie dès 1913.
La construction du casino Chardon date de 1892. Il dispose aujourd'hui, en plus des salles de jeux, d’un restaurant et organise de nombreuses animations telles que des concerts, soirées, repas à thèmes ou thés dansants.

## Histoire
Cet édifice est le résultat de deux campagnes de construction. La première vit le jour en 1892 à la demande de monsieur Chardon qui voulait remplacer son casino en bois. L’architecte est alors Emile Camut.  Cette première construction correspond à la partie est qui est la partie centrale visible actuellement, flanquée sur sa droite d’un seul corps de bâtiment. 
Le Casino est racheté en 1910 par la ville. Des restaurations sont effectuées en 1913 mais l’extension de la partie ouest ne débute qu’à partir de 1928. Elle est dirigée par l’architecte parisien Georges Vimort qui avait déjà opéré des transformations sur le bâtiment en 1925. De nouveaux espaces intérieurs sont créés et les designs intérieurs rénovés. Une partie de l'ouest du bâtiment a été rénovée et réaménagée entre 1987 et 1995 dans le but d'accueillir des congrès.
Les façades et toitures, y compris celles du casino des enfants, terrasses, vestibule, atrium, salle des fêtes et salle de Baccarat sont inscrits au titre des monuments historiques par arrêté du 18 mars 2016